# クティ・マニ
クティ・マニ（Kutti Mani）は、タミル映画業界で活動しているインドの映画俳優である。
クティの前作は2022年に劇場公開された。 

## フィルモグラフィー
| 年     | 映画     | 演じた役                   | 備考         |
| ------ | -------- | -------------------------- | ------------ |
| 2021年 | Methagu  | ヴェルピライ・プラバカラン | 紹介フィルム |
| 2022年 | Methagu2 | ヴェルピライ・プラバカラン |              |